# تي. إم. غراي
تي. إم. غراي (بالإنجليزية: T. M. Gray)‏ (23 نوفمبر 1963، بار هربور في الولايات المتحدة)؛ روائية أمريكية.